# Krivi Vir
Krivi Vir (cyr. Криви Вир) – wieś w Serbii, w okręgu zajeczarskim, w gminie Boljevac. W 2011 roku liczyła 335 mieszkańców.